# Eurycea aquatica
Eurycea aquatica är en groddjursart som beskrevs av Rose och Bush 1963. Eurycea aquatica ingår i släktet Eurycea och familjen lunglösa salamandrar. Inga underarter finns listade i Catalogue of Life.